# Buk (Gwangju)
Buk -en español: norte- es un distrito situado en esa zona de la ciudad de Gwangju, Corea del Sur. Es, con mucho, el más poblado de la ciudad, y elige a dos legisladores de la Asamblea Nacional.